# Sandy Wilson (réalisatrice)
Pour les articles homonymes, voir Sandy Wilson et Wilson.
Sandy Wilson est une productrice, réalisatrice et scénariste canadienne, née en 1947 à Penticton, en Colombie-Britannique (Canada).

## Filmographie

### Comme réalisatrice
- 1972 : The Bridal Shower
- 1977 : Growing Up in Paradise
- 1985 : Mon cousin américain (My American Cousin)
- 1987 : Mama's Going to Buy You a Mockingbird (TV)
- 1989 : American Boyfriends (en)
- 1993 : Harmony Cats (en)

### Comme scénariste
- 1985 : Mon cousin américain (My American Cousin)
- 1989 : American Boyfriends (en)

### Comme productrice
- 1985 : Mon cousin américain (My American Cousin)
- 1989 : American Boyfriends (en)

## Distinctions
- Prix Génie du meilleur film en 1986 pour Mon cousin américain.